# キノコ擬人化図鑑
oso的 キノコ擬人化図鑑（きのこぎじんかずかん）は、oso著のキノコイラスト図鑑。
同作品をアニメ化した『森の妖精キノコの娘』と、その事前番組「アニメちゃんに会える国」も本記事で扱う。

## 書籍情報
1. oso的 キノコ擬人化図鑑（2014年9月19日発売）ISBN 978-4-575-30734-4
2. 新版 oso的 キノコ擬人化図鑑（2016年10月7日発売）ISBN 978-4-575-31178-5

## バラエティ番組
『アニメちゃんに会える国』は、TOKYO MXで2016年10月7日から2017年6月26日まで放送されていたアニメ系のバラエティ番組。コンプレックス方式の番組で、アニメ、3DCGアニメ、声優陣の顔出し出演、実写パートにCGキャラクターが登場、などのコーナーがあった。全37回。

### コーナー
声優陣によるトークコーナー
実写パート。
キノコクックレシピ→ボノボーノレシピ
ダイニングバーNaoraiの岩田良平シェフが、岡田サリオやCGキャラクター妖精のヤマドリ・B・ポルチーニ（CV - 内田彩）をダブルアシスタントに迎え、キノコを調理する実写パートの料理コーナー。

### 主題歌
- オープニングテーマ - ふわふわ「チアリーダー」
- エンディングテーマ - フェアリーズ「Synchronized 〜シンクロ〜」（2017年1月20日-）

### 放送局
| 放送期間                                              | 放送時間                              | 放送局   | 対象地域 |
| ----------------------------------------------------- | ------------------------------------- | -------- | -------- |
| 2016年10月7日 - 2017年3月31日 2017年4月10日 - 6月26日 | 金曜 20:00 - 20:30 月曜 20:00 - 20:30 | TOKYO MX | 東京都   |

| 配信期間         | 配信時間        | 配信サイト         | 備考                                    |
| ---------------- | --------------- | ------------------ | --------------------------------------- |
| 2016年10月14日 - | 金曜 0：00 更新 | ニコニコチャンネル | 第1話無料、第2話以降最新話1週間限定無料 |
|                  |                 | GYAO!              | 最新回限定1週間無料配信                 |

### Web番組
『アイドルさんとアニメちゃんに会える国』は、ニコニコ生放送にて配信されているコンプレックス方式の番組。
2017年1月13日から2017年3月31日までは金曜19:30-21:00頃、2017年4月3日は20:00-21:06（ガウ子SP）、2017年4月3日以降は月曜19:00より放送。
前半30分間は地下女性アイドルをゲストに迎え、20:28以降の約30分間は声優ワークショップを行う。

## テレビアニメ
『森の妖精 キノコの娘』（もりのようせいきのこのむすめ）は、TOKYO MXで2017年放送開始したテレビアニメ。
- エンディング曲 - 上月せれな「踊っチャイナ!」[4]